# Casti connubii
Casti connubii (littéralement « chaste union », de par les premiers mots qui débutent l'encyclique « Combien grande est la dignité de la chaste union conjugale ») est une encyclique écrite le 31 décembre 1930 par le pape Pie XI sur le sens authentique du mariage chrétien.
Cette encyclique du Pape est considérée comme la première encyclique véritablement consacrée au mariage, une seule encyclique concernait le mariage, mais dans le but de dénoncer le divorce.
Elle forme l'essentiel de l'enseignement doctrinal de l'Église sur le sacrement matrimonial et la vie conjugale.

## Contexte lors de la publication de l'encyclique

### Contexte et évolution de la société avant l'encyclique
La fin du XIXe siècle ainsi que le début du XXe siècle sont marqués par l'essor du contrôle des naissances, avec la promotion du malthusianisme tant au niveau théorique que par le développement des pratiques de contraceptions, principalement par la pratique du coït interrompu. Le malthusianisme se développe rapidement, notamment dans les pays anglo-saxons, à travers la propagande et la diffusion d'un manuel d'apologie de la contraception, « The Fruit of philosophy ». En France l'essor du malthusianisme se développe en France à la fin du XIXe siècle auprès des ouvriers, et souvent auprès de population déchristianisées, à travers les ligues malthusiennes. Par ailleurs, de nouvelles techniques contraceptives apparaissent comme le préservatif ainsi que le diaphragme vaginal. Le développement de la contraception et la défaite de 1870, conduit le clergé, alors relativement, discret à réagir, craignant dans la baisse de la natalité une possibilité de déclin, notamment en France.
Le pape Léon XIII publie une encyclique sur le mariage, Arcanum divinæ sapientiæ. L'encyclique du pape, vise principalement à s'opposer à la législation sur le mariage alors en cours en France, avec le vote sur le divorce. Le pape s'oppose aux conceptions des philosophes des Lumières qui considèrent le mariage non pas comme un sacrement divin, mais comme un contrat social, qui peut se créer et se défaire.
Au début du siècle le cardinal belge Désiré-Joseph Mercier tente de répondre au malthusianisme et au développement de la contraception par une lettre pastorale consacrées aux devoirs conjugaux. Cette position offensive contre la diffusion de la contraception se généralise auprès des autres évêchés et clergés qui suivent alors la même attitude : en Allemagne dès 1913 ; en France, en Autriche et aux États-Unis en 1919.
La Première Guerre mondiale, et la mort de millions de soldats en Europe, conduit à des situations particulièrement catastrophiques. Le taux de natalité tombe à des niveaux très faibles (en France le taux de reproduction brut passe de 127 en 1906 à 116 en 1910. En Italie, le taux passe de 218 à 169, en Suède de 178 à 99, en Allemagne 203 à 93).
Face aux conséquences de la Première Guerre mondiale, et la chute cumulée de la population et de la natalité du fait de la guerre, conduit à la lutte contre la contraception. Dans l'ensemble des pays de l'Europe, des lois sont promulguées afin de lutter contre le malthusianisme, et la vente d'objets contraceptifs. Le nationalisme devient le principal moteur de la volonté de soutenir la fécondité et lutter contre la contraception. Dans ce contexte de reconstruction, la contraception est vue par les membres de l'Église comme un signe de l'égoïsme qui perd le monde. Par ailleurs, la crainte du développement de la contraception du fait de la crise économique de 1929 contribue à inquiéter sur la natalité des pays.
En août 1930, la Communion anglicane réuni à Lambeth, affirme la possibilité d'utiliser d'autres méthodes que la continence pour limiter les naissances. La même communion affirme dans le même temps que la tradition de l'Église a toujours été hostile aux moyens anticonceptionnels, mais que le Nouveau Testament n'apportait aucune consigne. Cette position des évêques anglicans, qui semble ouvrir le droit aux anglicans à la contraception, consterne les milieux catholiques.
C'est dans ce contexte que le pape Pie XI publie son encyclique Casti connubii, portant en grande partie sur la contraception et l'avortement.

### Principaux points de la doctrine sur le mariage et la chasteté avant l'encyclique
La conception théologique du mariage dans la doctrine catholique, au début du XXe siècle, est en grande partie issue des enseignements de saint Augustin et de saint Thomas d’Aquin.
- Le mariage comme sacrement ;
- le refus du divorce ;
- la condamnation d'Onan, et la position sur la contraception ;
- les fins du mariage.

## Contenu de l'encyclique
L'encyclique avait été écrite dans le but de réfuter certaines idées modernes sur le mariage. En particulier, les penseurs libéraux écrivaient que le mariage était seulement un contrat social et qu'en conséquence le divorce était licite.
Le pape écrit que le mariage est un sacrement et une institution divine et que par conséquent, il est indissoluble. Les biens du mariage sont la procréation, l'éducation des enfants, l'unité et la foi conjugale.
La famille est décrite comme une société domestique fondée sur l'unité, la chasteté, la dignité et l'obéissance. Les époux ont le devoir de la charité conjugale pour les fins de la sanctification.
Le Saint-Père réitère sa condamnation de l'onanisme et du manque de chasteté. Il déplore que les romans fassent la promotion d'idées non chrétiennes sur le mariage. Il dénonce aussi l'avortement et l'eugénisme.
La notion d'émancipation de la femme est critiquée comme étant contraire aux paroles de saint Paul qui demande à la femme ce que le Christ demande à l'Église. Il répète la condamnation du mariage interreligieux donnée par Grégoire XVI dans Summo iugiter studio.
Le pape lance une exhortation aux fidèles et à ses frères évêques pour un plus grand respect au mariage, notamment par la préparation suffisante, la grâce, la prière, la collaboration avec l'État et la résolution des difficultés économiques.